# Metoda analizy strategicznej TOWS
Metoda analizy strategicznej TOWS – metoda analizy strategicznej wnętrza danej organizacji i jej otoczenia. Główny nacisk skierowany jest na znalezienie przesłanek świadczących o możliwości zaistnienia zagrożeń wewnątrz struktur organizacji oraz minimalizacji ich skutków.

## Różnice między TOWS a SWOT
Uzupełnieniem analizy SWOT jest analiza TOWS, której założeniem jest przeprowadzenie badania w kierunku „od zewnątrz do wewnątrz”. Szanse i zagrożenia z zewnątrz organizacji zderza się z jej możliwościami wykorzystania szans i niwelowania zagrożeń. Podczas analizy SWOT kierunek prac jest odwrotny, poszukiwane są mocne i słabe strony organizacji, które następnie wykorzystywane są jak najefektywniej w danym otoczeniu. W analizie TOWS zakłada się odwrotne założenie. Doktryna przedsiębiorstwa powinna zakładać, umiejętne dostosowywanie się do sygnałów płynących z wewnętrznego otoczenia firmy.
Biorąc pod rozwagę samą nazwę analizy TOWS widać, że jest to lustrzane odbicie analizy SWOT. Powstała ona poprzez przestawienie liter w słowie SWOT. W analizie TOWS należy zacząć od rozpatrzenia szans i zagrożeń, przed którymi stoi organizacja. Podobnie jak w przypadku analizy SWOT, analiza TOWS obejmuje identyfikację mocnych i słabych stron organizacji, szans i zagrożeń. Często jednak kluczową krytyką analizy SWOT jest to, że nie ukazuje ona relacji pomiędzy różnymi czynnikami i kategoriami. Na przykład: szczególne zagrożenie może spowodować, że słabość stanie się o wiele bardziej znacząca i uniemożliwi działanie organizacji. Natomiast analiza TOWS ma na celu dopasowanie czynników wewnętrznych do czynników zewnętrznych, aby pomóc w zidentyfikowaniu istotnych opcji strategicznych, które organizacja mogłaby realizować. Może ona pomóc organizacji zobaczyć, w jaki sposób może ona wykorzystać możliwości, zmniejszyć zagrożenia, przezwyciężyć słabości i wykorzystać swoje mocne strony.
Od strony technicznej przeprowadzenie analizy SWOT/TOWS wygląda tak samo jak miało to miejsce podczas omawianej już analizy SWOT. Należy więc zidentyfikować mocne i słabe strony, szanse i zagrożenia, a następnie ocenić ich znaczenie, wybrać te które są kluczowe i dokładnie je opisać

## TOWS (terroryzm)
Analiza rozpoczyna się od identyfikacji szans i zagrożeń wokół danej organizacji. Kolejnym etapem jest przeciwstawianie szans i zagrożeń posiadanym uwarunkowaniom do wykorzystywania możliwości oraz usuwania bądź niwelowania zagrożeń.
W naszym wariancie analizie zostanie poddany podmiot bezpieczeństwa jakim jest państwo. 
TOWS Analyse jest synonimem metody SWOT, różnica polega nas tym, iż według Heinza Wihhricha abrewiacja terminów Threats-Opportunities-Weaknesses-Strenghts ma należytą kolejność. Istotne jest aby, podczas tworzenia strategii na rzecz poprawy bezpieczeństwa narodowego uwzględniać należytą, właściwą kolejność podanych terminów
.
- Threats – zagrożenia w otoczeniu podmiotu bezpieczeństwa stanowią islamiści i kryzys emigracyjny;
- Opportunities – szanse w otoczeniu podmiotu bezpieczeństwa, ich źródłem na przykładzie Polski jest przynależność do NATO i UE, płynące z tego korzyści w postaci wzrostu bezpieczeństwa oraz właściwy, dostosowany do potrzeb i sytuacji system prawny;
- Weaknesses – słabe strony podmiotu bezpieczeństwa to na przykład problemy wynikające z ostrej wewnętrznej walki politycznej
- Strenghts – mocne strony podmiotu bezpieczeństwa, np. silna więź narodowa oraz wyrazista tożsamość narodowa;

Patrząc na obecną sytuację panującą w Europie należy przedsięwziąć kroki w celu poprawy bezpieczeństwa. Będziemy posiłkowali się analizą TOWS.
1. Ważne jest aby wprowadzić stałe manewry o zróżnicowanym scenariuszu, aby wszystkie powiązane ze sobą służby systemu antyterrorystycznego działały jak jeden organizm.
2. Ze względu na ścisłe powiązanie ze sobą grup terrorystycznych, wymagana jest ciągła współpraca informacyjna między służbami specjalnymi UE i NATO. Konieczna jest uważna obserwacja sytuacji i szybka reakcja w przypadku wykorzystywania poszczególnych komponentów systemu w wewnętrznej grze politycznej wewnątrz struktur. Brak reakcji groziłby załamaniem płynności informacji oraz dekonspiracji agentów i współpracowników.
3. Głównym działaniem służb specjalnym powinna być sposobność umieszczenia swoich ludzi w strukturach terrorystycznych w celu rozpracowania grup od środka.
4. Niezbędne jest przygotowanie restrykcyjnych procedur, które uniemożliwiałyby przenikanie zakamuflowanych dżihadystów i bojowników na teren Wspólnoty.

Metoda analizy strategicznej TOWS może zostać użyta zarówno do dużych struktur korporacyjnych jak i do analizy zagadnień bezpieczeństwa.